# Baby Peggy
Diana Serra Cary, surnommée Baby Peggy, de son vrai nom Peggy-Jean Montgomery, est une actrice américaine née le 29 octobre 1918 à San Diego en Californie et morte le 24 février 2020 à Gustine (Californie).

## Biographie
Avec un premier film tourné en 1921 (avec l'acteur canin Brownie the Wonder Dog) et un dernier court-métrage tourné en 2013, elle détient le record de longévité pour une carrière cinématographique, soit 92 ans.
Entre 1921 et 1924, elle intervient dans plus de 150 courts métrages. En 1924, elle est qualifiée de « Million Dollar Baby » pour son salaire annuel de 1,5 million de dollars (26,7 millions de dollars en 2023), ce qui ne l’empêchera pas d’être pauvre à d’autres moments de sa vie.
Diana Serra Cary meurt à l'âge de 101 ans à Gustine le 24 février 2020, 99 ans après son partenaire Brownie the Wonder Dog.

## Produits dérivés
L'entreprise américaine Louis Amberg & Son commercialise à partir de 1923 trois modèles de poupées représentant Baby Peggy. Deux de 11 et 15 cm en porcelaine et la troisième de 50 cm en composition, fabriquée par Armand Marseille,.

## Filmographie
- 1921 : Her Circus Man
- 1921 : On with the Show
- 1921 : The Kid's Pal
- 1921 : Playmates
- 1921 : On Account
- 1921 : Pals
- 1921 : Third Class Male
- 1921 : The Clean Up
- 1921 : Golfing
- 1921 : Brownie's Little Venus
- 1921 : A Week Off
- 1921 : Brownie's Baby Doll
- 1921 : Sea Shore Shapes
- 1921 : A Muddy Bride
- 1921 : Teddy's Goat
- 1921 : Get-Rich-Quick Peggy
- 1921 : Fool's Paradise
- 1921 : Chums
- 1922 : The Straphanger
- 1922 : Circus Clowns
- 1922 : Little Miss Mischief

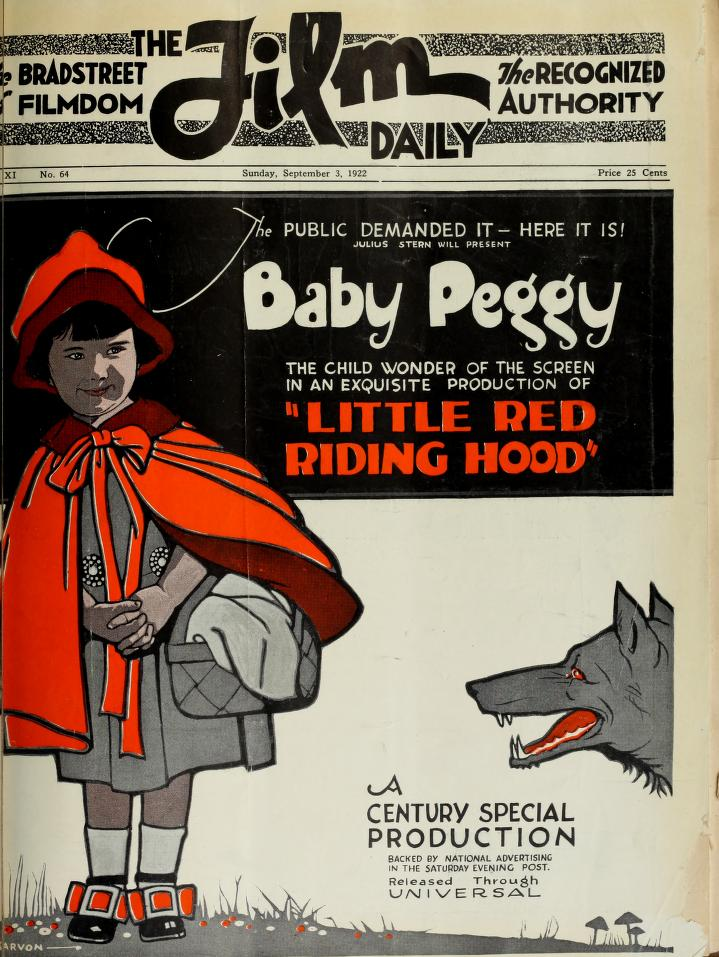
Couverture du Film Daily du 3 septembre 1922 avec Baby Peggy dans Little Red Riding Hood.

- 1922 : Penrod (en) de Marshall Neilan Baby Rennsdale
- 1922 : Peggy, Behave! : Peggy
- 1922 : The Little Rascal
- 1922 : Le Petit Chaperon rouge (Little Red Riding Hood) : le petit chaperon rouge
- 1923 : Peg o' the Movies : Peg
- 1923 : Sweetie d'Alfred J. Goulding
- 1923 : The Kid Reporter
- 1923 : Taking Orders
- 1923 : Nobody's Darling
- 1923 : Tips
- 1923 : Carmen, Jr.
- 1923 : Little Miss Hollywood d'Al Herman : Little Miss Hollywood
- 1923 : Miles of Smiles
- 1923 : Sourire d'enfant (The Darling of New York) de King Baggot : Santussa
- 1923 : Hansel et Gretel
- 1924 : Such Is Life d'Alfred J. Goulding
- 1924 : Peg o' the Mounted
- 1924 : The Law Forbids : Peggy
- 1924 : Our Pet
- 1924 : The Flower Girl
- 1924 : Stepping Some
- 1924 : Poor Kid
- 1924 : Capitaine Janvier  (Captain January) d'Edward F. Cline
- 1924 : Jack and the Beanstalk
- 1924 : The Family Secret : Peggy Holmes
- 1924 : Helen's Babies de William A. Seiter : Toddie
- 1926 : April Fool
- 1932 : Off His Base
- 1934 : Eight Girls in a Boat : Hortense
- 1934 : The Return of Chandu de Ray Taylor : Judy Allen, une invitée
- 1935 : Impétueuse Jeunesse (Ah, Wilderness!) de Clarence Brown : écolière à la remise des diplômes
- 1936 : Girls' Dormitory d'Irving Cummings : écolière
- 1937 : Âmes à la mer (Souls at Sea) de Henry Hathaway
- 1937 : La Folle Confession (True Confession) de Wesley Ruggles : chasseuse d'autographe
- 1938 : Vacances payées
- 2013 : Broncho Billy and the Bandit's Secret de David Kiehn : the Movie Star (caméo)

## Ouvrages
- (en-US) What Ever Happened to Baby Peggy: The Autobiography of Hollywood's Pioneer Child Star, Diana Serra Cary, St. Martins Press, 1996,  (ISBN 0-312-14760-0)
- (en-US) The Hollywood Posse: The Story of a Gallant Band of Horsemen Who Made Movie History, Diana Serra Cary, University of Oklahoma Press, 1996,  (ISBN 0-8061-2835-6)
- (en-US) Hollywood's Children: An Inside Account of the Child Star Era, Diana Serra Cary, Southern Methodist University Press, 1997,  (ISBN 0-87074-424-0)
- (en-US) Jackie Coogan: The World's Boy King: A Biography of Hollywood's Legendary Child Star, Diana Serra Cary, Scarecrow Press, 2003,  (ISBN 0-8108-4650-0)